# کنشو-این
کیشو-این (به ژاپنی: 見性院（けんしょういん) (مرگ ۱۶۲۲ میلادی– تولد نامشخص) دومین دختر تاکدا شینگن از همسر اصلی اش سانجونوکاتا بود. او همسر اصلی آنایاما نوبوکیمی یکی از بیست و چهار ژنرال تاکدا شینگن بود.